# ズィーナト・マハル

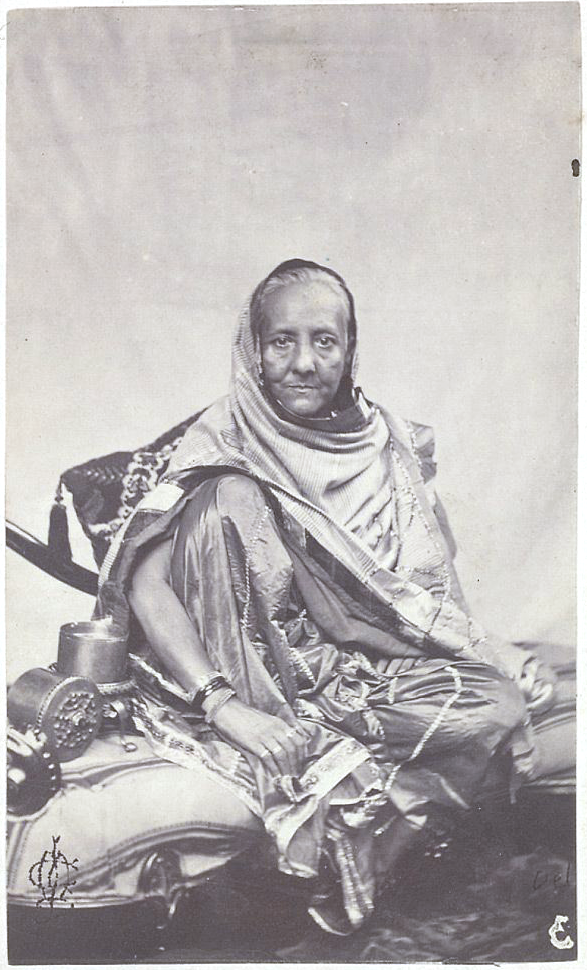
ズィーナト・マハル

ズィーナト・マハル（Zinat Mahal, 1823年 - 1886年7月17日）は、北インド、ムガル帝国の第17代皇帝バハードゥル・シャー2世の妃。

## 生涯
ムガル帝国の皇帝バハードゥル・シャー2世と結婚した。
1857年5月、インド大反乱が勃発すると、ズィーナト・マハルはデリー陥落直前に自身と息子のミールザー・ジャワーン・バフトを殺害せぬよう、イギリスの士官ウィリアム・ホドソンと取引したと言われる。同年9月21日にデリーが陥落し、翌日にジャワーン・バフトの兄弟ミールザー・ムガル、ミールザー・ヒズル・スルターンは殺害されたが、彼らは殺害されなかった。
その後、バハードゥル・シャー2世とともにインドから追放され、1886年7月17日に追放先のラングーンで死亡した。